# William J. Samford
William James Samford (* 16. September 1844 in Greenville, Meriwether County, Georgia; † 11. Juni 1901 in Tuscaloosa, Alabama) war ein US-amerikanischer Politiker und Gouverneur von Alabama. Er war Mitglied der Demokratischen Partei.

## Frühe Jahre und politischer Aufstieg
Kurz nach William Samfords Geburt zog seine Familie in das Chambers County in Alabama. Dort besuchte er Privatschulen, ging für ein Jahr auf das East Alabama Male College (die heutige Auburn University) sowie auf die University of Georgia, die er aber 1862 verließ, um in die Armee der Konföderierten Staaten einzutreten. Im Mai 1863 wurde Samford gefangen genommen und für 18 Monate auf Johnson’s Island, Lake Erie inhaftiert. 1864 wurde er befreit und kehrte zu seinem Regiment zurück, wo er bis zum Ende des Krieges seinen Dienst leistete. Nach dem Krieg kehrte Samford nach Auburn zurück und wurde Baumwollfarmer. Ferner studierte er Jura, bekam 1867 seine Zulassung als Anwalt und eröffnete dann eine eigene Anwaltspraxis in Opelika.
Samford entschied sich 1872 eine politische Laufbahn einzuschlagen, indem er in Opelikas Stadtrat gewählt wurde. Ferner war er Delegierter zur State Democratic Convention. Er war auch 1875 Mitglied von Alabamas Verfassungskonvent, sowie des US-Repräsentantenhauses, dem er zwischen 1879 und 1881 angehörte. Anschließend wurde er 1882 in das Repräsentantenhaus von Alabama gewählt und war danach zwischen 1884 und 1886, sowie 1892 im Senat von Alabama tätig, dessen Vorsitzender er 1886 war. Darüber hinaus war er 1896 Mitglied des Kuratoriums (Board of Trustees) der University of Alabama.

## Gouverneur von Alabama
Am 5. August 1900 wurde Samford zum 31. Gouverneur von Alabama gewählt. Zu der Zeit seiner Amtseinführung wurde er krank, so dass William D. Jelks, der Vorsitzende von Alabamas Senat, aktiver Gouverneur wurde. Samford wurde dann am 26. Dezember 1900 als Gouverneur vereidigt, jedoch hielt er sein Amt nur für sechs Monate. Er verstarb am 11. Juni 1901, während er an einem Universitätstreuhändertreffen in Tuscaloosa teilnahm. Während seiner kurzen Amtszeit wurde das Alabama Department of Archives and History geschaffen und die neue Staatsverfassung von 1901 durch den Verfassungskonvent verfasst. Samford wurde auf dem Rosemere Cemetery in Opelika, Alabama beigesetzt. Er war mit Caroline Elizabeth Drake verheiratet und sie hatten neun gemeinsame Kinder.